# 尼崎町
尼崎町（あまがさきちょう）は、兵庫県川辺郡にあった町。現在の尼崎市の南東部、阪神本線の沿線にあたる。

## 地理
- 河川 ： 中島川、左門殿川、庄下川、蓬川

## 歴史
- 1889年（明治22年）4月1日 - 町村制の施行により、尼崎町、別所村、竹谷新田（飛地を除く）、大洲村、大物村（大部分）、西難波村（飛地）の区域をもって尼崎町が発足。旧・尼崎城内（南浜）に町役場を設置。
- 1916年（大正5年）4月1日 - 尼崎町、立花村の一部（大字東難波・西難波）が合併して尼崎市が発足。同日尼崎町廃止。

## 交通

### 鉄道路線
- 鉄道省
  - 福知山線
    - 尼ヶ崎駅

- 阪神電気鉄道
  - 本線
    - 大物駅 - 尼崎駅 - 出屋敷駅

尼ヶ崎駅はその後、1949年（昭和24年）に尼崎港駅に改称、1984年（昭和59年）に廃止された。

### 道路
- 中国街道（東本町交差点 - 貴布祢交差点間は現・国道43号）